# 2-Metilanisol
2-Metilanisol, 1-metoxi-2-metilbenzeno, o-metilanisol, orto-metilanisol, 2-metoxitoluol, o-cresilmetiléter' ou orto-cresilmetiléter é o composto orgânico de fórmula química C8H10O, SMILES CC1=CC=CC=C1OC e massa molar 122,17 g·mol−1. É um dos isômeros de posição metilanisol.